# کارل اشتومپف
کارل اشتومپف (آلمانی: Carl Stumpf؛ زادهٔ ۲۱ آوریل ۱۸۴۸ درگذشتهٔ ۲۵ دسامبر ۱۹۳۶) فیلسوف، روان‌شناش و موسیقی‌شناس اهل آلمان بود.